# Los Teques
Los Teques és una ciutat de l'estat de Miranda, situat en el centre-nord de Veneçuela.
Des del 13 de febrer de l'any 1927 és la capital de l'estat, sent amb anterioritat la ciutat de Ocumare del Tuy. Al seu torn, aquesta localitat també és capital del municipi Guaicaipuro i capçalera de la parròquia homònima.
A pesar del seu caràcter de capital regional s'ha convertit en les últimes dècades en una ciutat dormitori de la ciutat de Caracas.

## Geografia física

### Geologia
El principal riu de Los Teques es diu Riu San Pedro, net i fred en les seves capçaleres (Parc Macarao). Hi ha un pla per a recuperar-lo encara que els seus avanços no són significatius a causa de l'escàs interès social sobre el pla i que aquest desemboca en altre problemes més greu, el riu Guaire de Caracas.

### Clima
A Los Teques hi ha dues estacions marcades: 
- Estació Seca (desembre-març): A aquesta estació les temperatures són més suaus, entre 10 °C i 23 °C, amb sensacions tèrmiques en hores de la nit que moltes vegades oscil·len entre 7 °C i 9 °C.
- L'altra estació és la plujosa: (abril-novembre) el començament d'aquesta estació es veu marcat per les altes temperatures entre 20 °C i 31 °C amb nits caloroses i temps inestable, la resta de l'any la temperatura varia entre 16 °C i 25 °C. En les zones més allunyades del centre de la ciutat, i més despoblades, el clima és més benigne.

## Història

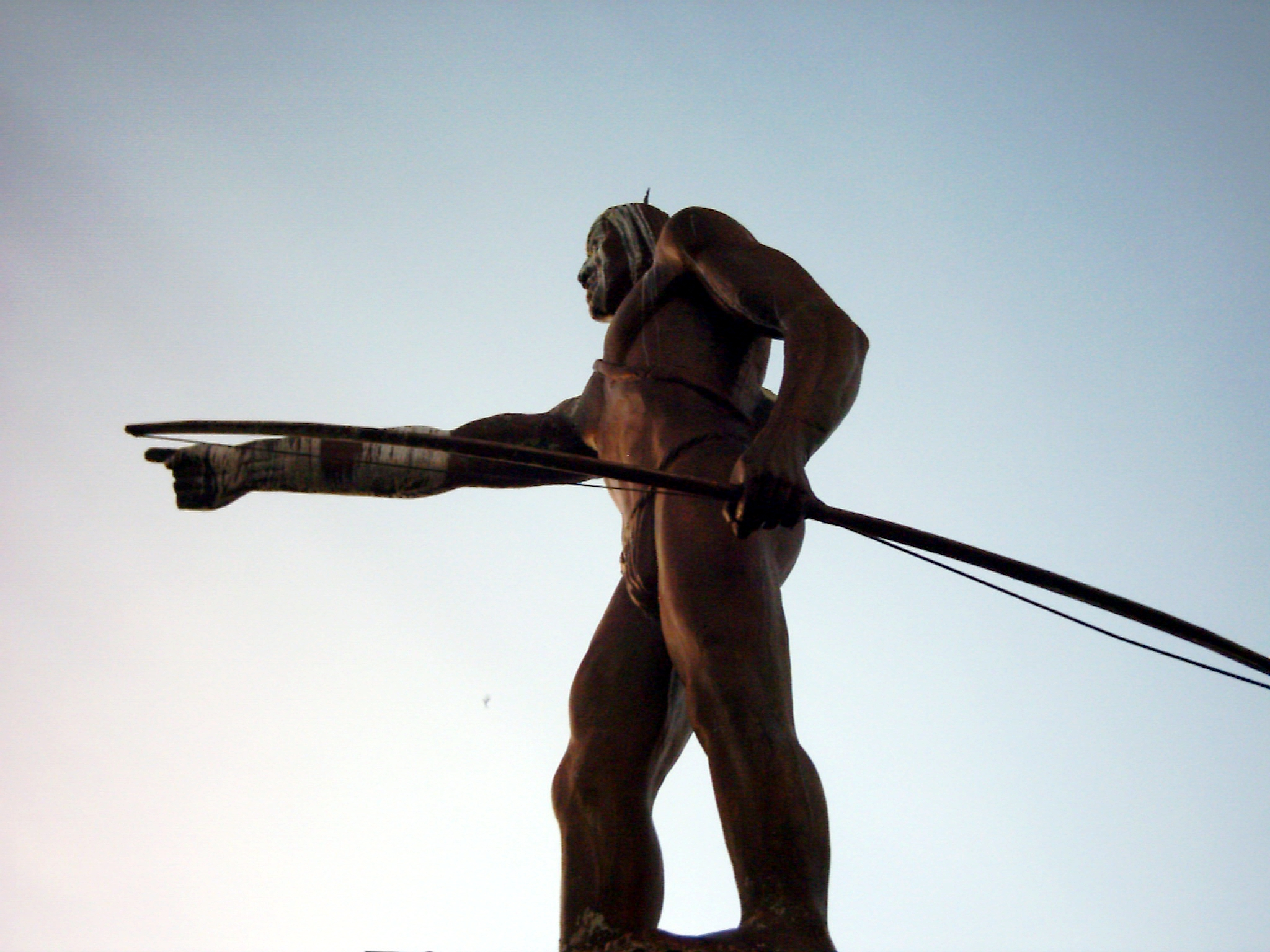
Monument al Cacic Guaicaipuro als Altos Mirandinos.

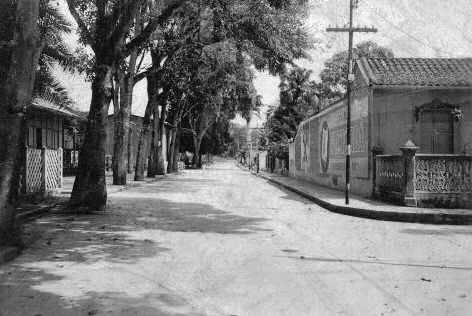
Los Teques el 1940.

Los Teques és el nom dels indígenes caribenys que van dominar la regió muntanyenca que es coneix avui amb el nom d'Altos Mirandinos, a l'estat de Miranda. El seu cap va ser el guerrer Guaicaipuro, indígena que va acabdillar la resistència a la penetració espanyola en la regió centro-nord de Veneçuela. La veu 'teque' sembla onomatopeica (teque-teque). Pot tenir el seu origen en una forma de comunicació dels aborígens de la zona o bé provenir del so que emetien al caminar els collarets i penjolls que usaven els indígenes com adorn personal.
No s'ha pogut precisar amb exactitud la data de la fundació de los Teques, encara que els seus orígens es remunten al segle xvi. Lucas Guillermo Castillo Lara fou el primer historiador que va narrar l'evolució d'aquesta ciutat, en el seu llibre Una terra anomenada Guaicaipuro. Allà apunta que les terres dels Teques que van ser d'indígenes i ordinaris, i després dels Tovar i Ascanios, i patrimoni d'un vincle d'una poderosa família de Caracas, van estar molts anys abandonades.
L'auge de los Teques comença en el segle xviii, el gran segle del cultiu del cacau, de la canya de sucre, del tabac i del cafè a Veneçuela. La centúria quan es funda la Real i Pontifícia Universitat de Caracas (1721), avui Universitat Central de Veneçuela, la Intendència de la Real Hisenda (1776), la Governació i Capitania General de Veneçuela (1777) entre d'altres, aquest enlairament de los Teques coincideix també amb la presència d'un notable prelat, el bisbe català Mariano Martí (1721-1792) qui va exercir el mandat de la Diòcesi de Veneçuela en els anys 1770-1792 i va engegar vastes i minucioses visites pastorals en tot el territori, amb excepció d'una gran part dels Andes.

### Actualitat
Té una població d'aproximadament 410.000 habitants, (estimació per a l'any 2009 de l'ajuntament) només per al municipi i que no inclou altres municipis de l'àrea dels Altos Mirandinos.
Los Teques presenta un greu problema de planificació. D'una petita vall de muntanyes, rierols i hisendes de camp, es va convertir en una ciutat amb greus problemes de tràfic i planificació urbana. Avui dia els tequenses es debaten entre la sobre-població, la insuficiència d'ocupacions per a la seva població (la gran majoria treballa a Caracas), la falta de llocs de recreació, el tràfic i la constant contaminació de les seves regions muntanyenques i rius.